# Super Seria 2009: Bukareszt
Super Seria 2009: Grand Prix Bukaresztu –
indywidualne, pierwsze w 2009 r. zawody siłaczy z cyklu Super
Serii.
Data: 4 lipca 2009

Miejsce: Bukareszt  Rumunia
WYNIKI ZAWODÓW:
| Miejsce | Zawodnik         | Kraj              | Punkty |
| ------- | ---------------- | ----------------- | ------ |
| 1.      | Marshall White   | Stany Zjednoczone | 28,5   |
| 2.      | Nick Best        | Stany Zjednoczone | 27     |
| 3.      | Johannes Årsjö   | Szwecja           | 26,75  |
| 4.      | Brian Shaw       | Stany Zjednoczone | 24,5   |
| 5.      | Stojan Todorczew | Bułgaria          | 23,5   |
| 6.      | Janne Virtanen   | Finlandia         | 19,5   |
| 7.      | Paul Pârjol      | Rumunia           | 12,25  |
| 8.      | Rolands Gulbis   | Łotwa             | 9      |
| 9.      | Tarmo Mitt       | Estonia           | 7,5    |
| 10.     | Mircea Pârjol    | Rumunia           | 6,5    |
| 11.     | Kevin Nee        | Stany Zjednoczone | 4      |
| 12.     | Daniel Stancu    | Rumunia           | 3      |